# Jim Allen
Jim Allen, (nacido el 29 de diciembre de 1955 en Carthage, Arkansas) es un exjugador de baloncesto estadounidense. Con 2.07 metros de estatura, jugaba en la posición de pívot. Es el hermano del también jugador Floyd Allen.

## Trayectoria
- Pallacanestro Chieti (1980-1981)
- UBSC Vienna (1981-1982)
- Mónaco (1982-1983)
- CB Zaragoza (1983-1984)
- Club Baloncesto Breogán (1984-1985)